# Freerslev Kirke
Freerslev Kirke ligger lidt syd for den lille landsby Freerslev ca. 10 km NV for Fakse (Region Sjælland).